# Истарска музичка лествица
Истарска музичка лествица је специфична пентатонска музичка лествица карактеристична за фолклор Истре и Кварнерског приморја. Директно је везана за инструмент двојнице (дипле или сопиле). Двојнице су дрвени дувачки инструмент сличан фрули, који се, како им и само име говори, састоји од две засебне цеви које су различито наштимане, на висок и ниски глас (vela и mala sopila). Тиме се добија пар пентатонских лествица (музичких лествица од пет интервала) са тонским интервалима који су тзв. тесни (итал. toni stretti), односно међусобно су размакнути за пола тона или највише за цео тон. Тонови ове две лествице (види слику) представљају, међусобно, парове великих секунди (интервал од 1½ тон).
Истарска музичка лествица уврштена је 2009. године на Унескову листу нематеријалног културног наслеђа света.

## Опис
Наштимована велика и мала сопила се називају још и први и други глас; мушки и женски глас; и на дебело и на танко.
Истарска лествица представља једну од најинтересантнијих и најособенијих фолклорних музичких лествица у Европи. Један од најзначајнијих наших композитора који је користио истарску лествицу је Рудолф Бручи.